# کی‌ران مازومدار-شاو
کی‌ران مازومدار-شاو (انگلیسی: Kiran Mazumdar-Shaw؛ زادهٔ ۲۳ مارس ۱۹۵۳) یک کارآفرین اهل هند است، که در سال ۱۹۷۸ شرکت داروسازی بایوکان را تأسیس کرد. وی همچنین برنده جوایزی همچون تایم ۱۰۰ شده‌است.